# Strip Tease
Strip Tease es un álbum de Lady Saw lanzado en 2004.

## Lista de canciones
1. Intro
2. I've Got Your Man (Tijuana Riddim)
3. Man Is The Least (Fiesta Riddim)
4. Do Me Better
5. Move Your Body con Voice Mail
6. Strip Tease (Striptease Riddim)
7. Coming Over (Tunda Clap Riddim)
8. Cocky Liquor (Skit)
9. Pretty Pussy (Trifecta Riddim)
10. Loser con Ce'Cile (Thrilla Riddim)
11. Lock It Up (Scoobay Riddim)
12. Just Being Me
13. Best Pum Pum (Cookie Monste Riddim)
14. Been So Long
15. Dreaming Of You (Steps Riddim)
16. Thug Loving
17. Good Love con Sizzla
18. Messed Up (Big Up Riddim)
19. My Dream
20. Dedicated to Mama (He Speaks Riddim)